# Tortriculladia eucosmella
Tortriculladia eucosmella là một loài bướm đêm trong họ Crambidae.